# Galatasaray (barrio)

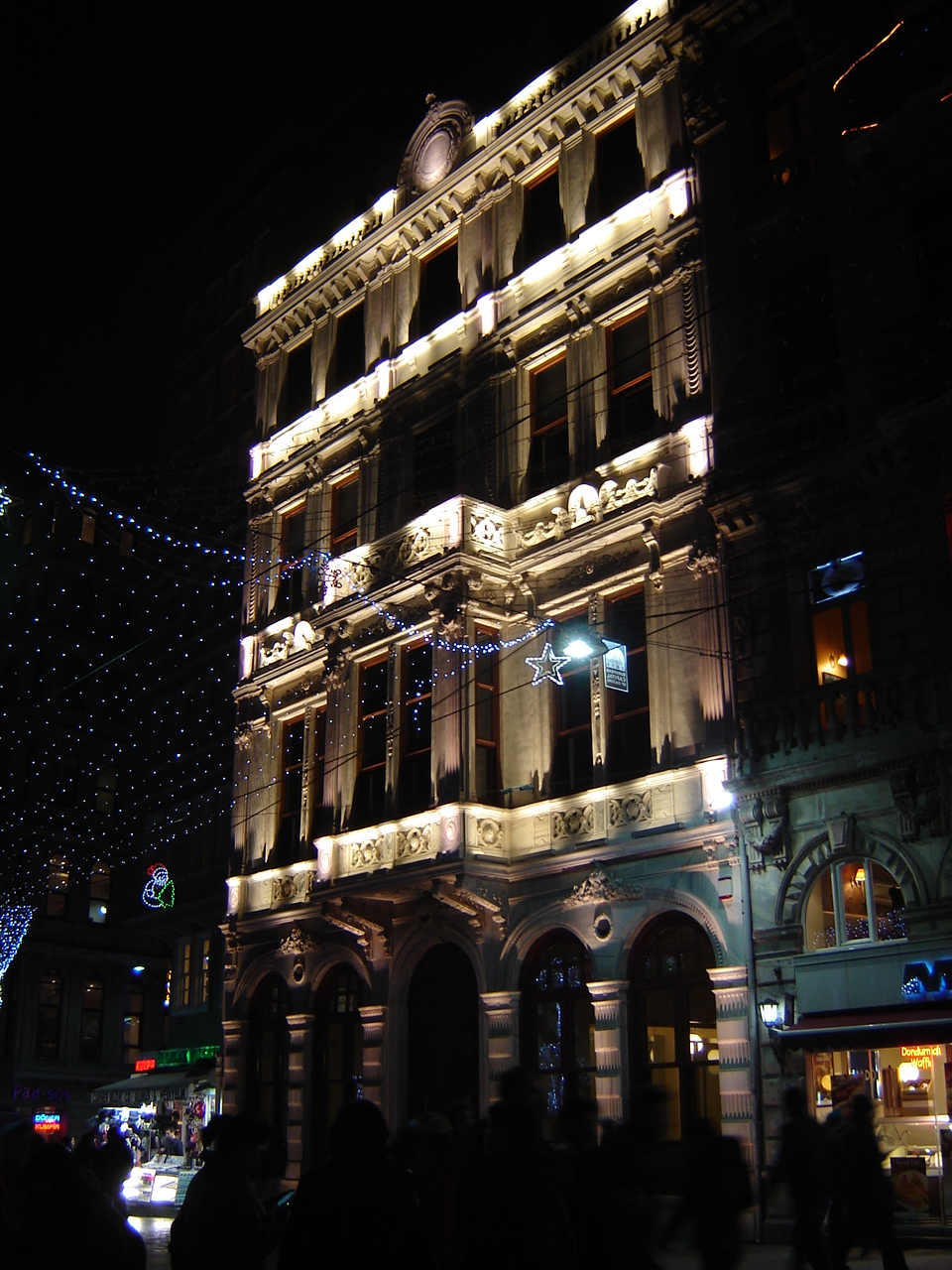
El Museo Galatasaray.

Galatasaray (que significa literalmente "Palacio de Gálata") es un barrio situado en el distrito de Beyoğlu del lado europeo de Estambul, Turquía.
La Plaza Galatasaray se sitúa aproximadamente a mitad de la İstiklal Caddesi y contiene el instituto más antiguo de Turquía, el Liceo de Galatasaray (Galatasaray Lisesi), conocido originalmente como Galata Sarayı Enderun-u Hümayunu ("Escuela Imperial del Palacio de Gálata"). El Galatasaray S.K., uno de los mejores equipos de fútbol de Turquía, fue fundado en 1905 por los estudiantes de este instituto. En esta plaza se encuentra también el monumento al "50 Aniversario de la República" (1973), esculpido por Şadi Çalık.